# Pegunungan Schwaner
Pegunungan Schwaner är en bergskedja i Indonesien. Den ligger i den nordvästra delen av landet, 900 km nordost om huvudstaden Jakarta.
Pegunungan Schwaner sträcker sig 78 km i öst-västlig riktning. Den högsta toppen är Bukit Raya, 2 278 meter över havet.
Topografiskt ingår följande toppar i Pegunungan Schwaner:
- Bukit Asing
- Bukit Baka
- Bukit Balai Kemelu
- Bukit Raya